# Prissac
Prissac é uma comuna francesa na região administrativa do Centro, no departamento Indre. Estende-se por uma área de 64,25 km². Em 2010 a comuna tinha 606 habitantes (densidade: 9,4 hab./km²).